# Tischri

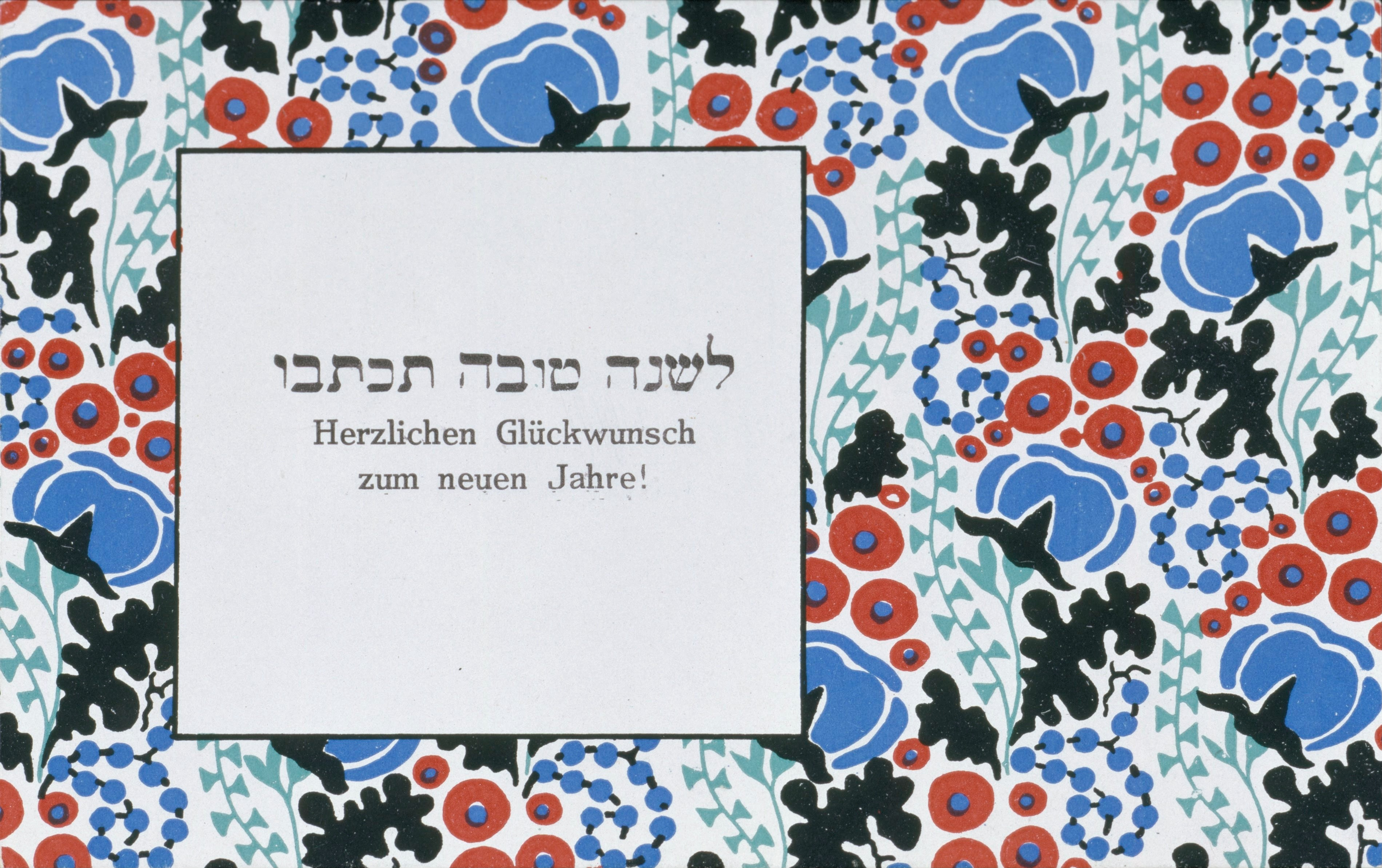
Rosch ha-Schana Grußpostkarte, 1910

Tischri bzw. Tishri (hebräisch תִּשְׁרֵי Tischrei), auch Tishrei, ist der erste Monat nach dem „bürgerlichen“ jüdischen Kalender und der siebte Monat nach dem „religiösen“ Kalender. Der Monat Tischri ist immer ein voller Monat, das heißt, er dauert 30 Tage, und er beginnt im gregorianischen Kalender zwischen dem ersten Septemberdrittel und Anfang Oktober (siehe Jüdischer Kalender). Die Bezeichnung „Tischri“ stammt von dem akkadischen Wort tašrītu ‚Anfang‘ ab, was auf seine Funktion als erster Monat hinweist. Ähnlich ist „Tischri“ auch im Ugaritischen bezeugt.
Alle jüdischen Monatsnamen stammen aus der Zeit des babylonischen Exils und wurden aus dem Babylonischen Kalender übernommen. Im Tanach kommt die Bezeichnung „Tischri“ nicht vor, es ist lediglich vom siebten Monat bzw. „Monat der Etanim“ (z. B. 1 Kön 8,2 ) die Rede. Dies ist offenbar die Bezeichnung nach dem alten (vorexilischen) Kalender. „Etanim“ sind die „starken (Wasserströme)“, das heißt, in diesem Monat beginnen die Flüsse, permanent Wasser zu führen.
In den Monat Tischri fallen die hohen jüdischen Feiertage Rosch ha-Schana (1./2. Tischri), Jom Kippur (10. Tischri), Sukkot (15.–21. Tischri) und Simchat Tora (22. Tischri) sowie das Gedalja-Fasten am 3. des Monats (bzw. am 4., wenn der dritte ein Sabbat ist). Der 30. Tischri ist zugleich der erste Neumondtag des Monats Cheschwan („rosch chodesch Cheschwan“).